# Salon de Bruxelles de 1821
Le Salon de Bruxelles de 1821 est la cinquième édition du Salon de Bruxelles, exposition périodique d'œuvres d'artistes vivants. Il a lieu en 1821, du 4 septembre au 16 septembre dans les anciens appartements du palais de Charles de Lorraine à Bruxelles, à l'initiative de la Société royale de Bruxelles pour l'encouragement des beaux-arts, sous la présidence de Charles-Joseph d'Ursel.

## Organisation

### Souscriptions
Comme pour les Salons précédents, des listes de souscriptions, engageant les destinataires à s'associer de la sorte au succès du concours de peinture et de sculpture sont envoyées et rencontrent un grand succès. Parmi les souscripteurs figurent Guillaume 1er, roi des Pays-Bas et ses deux fils, Guillaume prince d'Orange et le prince Frédéric. 

### Exposition
Pour la première fois, les artistes disposés à concourir ont la liberté de choisir, dans leur catégorie, hormis pour l'architecture, le sujet qui leur paraît le plus convenable. Des prescriptions relatives à la taille des tableaux et des figures représentées sont toutefois précisées dans le règlement. Le tableau de peinture d'histoire doit comprendre au moins trois figures de grandeur naturelle et à mi-corps. Ses dimensions ne peuvent excéder une aune et quarante-trois pouces des Pays-Bas sur une aune et treize pouces. Le concurrent ayant la liberté de prendre la plus grande dimension, soit dans la hauteur, soit dans la largeur du tableau sans le cadre. En ce qui regarde la catégorie « conversation », les figures doivent avoir au moins 25 pouces de hauteur, tandis que la grandeur du tableau est fixée à 48 pouces sur 65. Quant aux dimensions du tableau de paysage, elles sont fixées à 65 pouces sur 81 et sa composition doit être ornée de figures et d'animaux .

### Jury
Le jury est composé, pour la peinture et les branches qui s'y rattachent, de 27 juges, dont 11 de Bruxelles et 16 externes. Pour l'architecture, six juges, dont un de Bruxelles siègent. Parmi les juges, figurent notamment les artistes suivants : Henri Van Assche, Joseph De Cauwer, Cornelis Cels, Joseph-François Ducq, Gilles-Lambert Godecharle, Guillaume Herreyns, Pierre Van Huffel, François-Joseph Kinson, Jean de Landtsheer (d), Joseph-Denis Odevaere, Balthasar Ommeganck, Pieter van Os, Joseph Paelinck et Petrus van Regemorter.

## Résultats
Lors de la séance de remise de prix, sous la présidence de Charles Van Hulthem, à la mairie de Bruxelles, les prix suivants sont octroyés, la société ne trouve pas matière à décerner de prix de peinture :

### Peinture
- Sujet : libre.
- Prix : le grand prix n'est pas accordé, mais une médaille d'encouragement est décernée à Michel Ghislain Stapleaux pour L'Enfant prodigue, assorti d'une récompense de 400 florins. Une seconde médaille est votée en faveur de Félix Hendrickx, de Gand, pour Achille et Briséis.

### Peinture de genre (conversation)
- Sujet : libre.
- Prix : 500 florins et une médaille : la palme revient à Jean-François Thys, l'accessit est décerné à Jacobus Schoemaker Doyer, de Zwolle, pour Retour du jeune Brouwer chez son maître Hals, une mention honorable est votée en faveur de Charles Spruyt (d), de Bruxelles, pour L'Intérieur d'un cabaret dans les ruines du théâtre de Marcellus.

### Paysage
- Sujet : libre.
- Prix : la médaille revient à Hendrik van de Sande Bakhuyzen pour Vue des dunes, l'accessit à Jean-Baptiste de Jonghe, de Courtrai, pour Une vue prise en Flandre.

### Sculpture: Ronde Bosse
- Sujet : libre.
- Prix : Louis Royer pour Claudius Civilis fuyant le joug des Romains.

### Sculpture: Bas relief
- Sujet : libre.
- Prix : Jacobus Josephus Eeckhout pour La Mort de Cléopâtre.

### Architecture
- Sujet : Plan d'un hôtel en ville.
- Prix : Alexandre De Craene, de Tournai. L'accessit est rejeté.

### Dessin
- Sujet : libre.
- Prix : non décerné car la composition rappelle des plagiats ou une réminiscence trop forte aux yeux des jurés[4].

### Gravures
Des médailles sont votées pour une pièce en taille-douce de Joseph Hunin (d), de Malines, pour la gravure à l'eau-forte de Jean Bemme, de Rotterdam, pour les gravures en bois d'Alexandre Craenendonck, de Gorinchem et de François De Hondt (d) de Bruges.

## Catalogue
- Catalogue, Explication des ouvrages de peinture, sculpture, architecture, gravure et dessin, exécutés par des artistes vivans, et exposés au musée de Bruxelles, en 1821, Bruxelles, P.J. De Mat, 1821, 59 p. (lire en ligne).